# Academia Colombiana de Jurisprudencia
La Academia Colombiana de Jurisprudencia es una Corporación de juristas, de naturaleza privada, que sirve de Consultora del Estado colombiano y de orientadora de la comunidad jurídica y de la opinión pública, en materias jurídicas especializadas. Absuelve consultas a las Altas Cortes, al Congreso de la República, al gobierno nacional, a las entidades territoriales y a los particulares sobre asuntos jurídicos de carácter general. Está integrada por Miembros Honorarios, Miembros de Número, Correspondientes, Académicos extranjeros y Miembros de Capítulos Seccionales que funcionan en distintas regiones colombianas.

## Historia
La Academia fue fundada el 23 de septiembre de 1894, a partir de una Junta Preparatoria presidida por el magistrado de la Corte Suprema de Justicia Luis M. Isaza, que se reunió en la Escuela de Derecho de la Universidad Nacional. De inmediato comenzó a funcionar bajo la presidencia del jurista Nicolás Esguerra y obtuvo la personería jurídica por Resolución n.º 76 de 1895. Para este año 2024 su presidente es el jurista Juan Rafael Bravo Arteaga, Doctor en Jurisprudencia del Colegio Mayor de Nuestra Señora del Rosario, profesor emérito desde 1996 y profesor honorario desde 2005 de la Facultad de Jurisprudencia de la Universidad del Rosario. Ha sido Director de Impuestos Nacionales (1960 a 1963), Presidente del Instituto Colombiano de Derecho Tributario (1965, 1972, 1984, 1995 y 2013), Gerente de Impuestos de Arthur Andersen & Co. (1963 a 1967), Consiliario del Colegio Mayor de Nuestra Señora del Rosario (1965 a 1968 y 1979 a 1986), Conjuez del Consejo de Estado (2006 a 2013), y medalla al mérito “Camilo Torres Tenorio” (2013) del Colegio de Abogados Rosaristas..
Desde su nacimiento hasta hoy, la Corporación ha tenido 12 miembros que llegaron a ser Presidentes de la República. Son ellos, en orden cronológico, los siguientes: Carlos E. Restrepo, José Vicente Concha, Miguel Abadía Méndez, Enrique Olaya Herrera, Eduardo Santos, Darío Echandía, Carlos Lozano y Lozano, Roberto Urdaneta Arbeláez, José Antonio Montalvo, Carlos Lleras Restrepo, Alfonso López Michelsen y Belisario Betancur.
También, de entre sus miembros, han sido candidatos a la presidencia de la República los siguientes: Nicolás Esguerra, Carlos Arango Vélez, Jorge Eliécer Gaitán y Gerardo Molina.Desde su nacimiento la Corporación tiene un órgano oficial que nació con el nombre de Anales de Jurisprudencia. Hoy se denomina Revista de la Academia Colombiana de Jurisprudencia, cuyo origen se remonta al año de 1910, y es una de las principales publicaciones especializadas del continente. Su actual directora es la investigadora Liliana Estupiñán, profesora de la Universidad Libre de Colombia.

## Trabajos Académicos
La Corporación forma parte del Colegio Máximo de Academias, a la cual pertenecen las principales Academias del país. Además de su Revista, publicada semestralmente, ofrece a la comunidad jurídica una página web y una biblioteca que cuenta con valiosa información jurídica e histórica. En 1996 publicó su Libro del Centenario, en el cual fue incluida, como escribió el jurista Jorge Vélez García, su presidente de entonces, una miscelánea del pensamiento jurídico de Colombia durante la centuria que va de 1894 a 1994. Ha iniciado, además, dos colecciones: una sobre filosofía política y del derecho que coedita con Siglo del Hombre Editores, y otra denominada Colección Clásicos, que recoge obras de los forjadores jurídicos de la nacionalidad.En la última década la Academia ha venido editando un libro emblemático titulado "Historia Constitucional de Colombia", cuya primera edición, en tres tomos, fue inspirada por el académico Jaime Vidal Perdomo.En ella participaron, como autores, más de treinta miembros de la Corporación.
Así mismo edita una colección de libros, cuya oferta al mercado bibliográfico especializado es permanente. Los títulos publicados hasta ahora son:
1. "Acceso a la Justicia". Autor: Luis Javier Moreno Ortiz.
2. "Carlos Lleras Restrepo: perfil de un Estadista". Autores varios.
3. "La Constitución Monárquica de Cundinamarca". Autor: Hernán A. Olano García
4. "La Corte Constitucional: un papel institucional por definir". Autor: Sandra Morelli Rico.
5. "La Pretensión Procesal y su Resistencia". Autor: Héctor Enrique Quiroga Cubillos
6. "La Retórica y la Dialéctica del razonamiento forense". Autor: Olsen A. Girardi.
7. "El Estado y el Derecho". Autor: Augusto Trujillo Muñoz.
8. "La Tentativa". Autor: Julio E. Rozo Rozo.
9. "El Referendo Constitucional: Aspectos Críticos". Autores varios.
10. "El Arbitraje en Equidad". Autor: Ernesto Gamboa Morales.
11. "La Academia Responde". Autores varios.
12. "Decantando lo Pensado" Tomos I y II. Autor: Luis Javier Moreno Ortiz.
13. "Oposición y Violencia en Colombia". Autor: Marino Jaramillo Echeverri.
14. "Política, Ley y Utopía. Breviario Epistolar". Autores: Juan Blanco Dávila y L. Felipe Murgueitio
15. "Premoniciones y Realidades sobre la Paz". Autores varios.
16. "Libertad y Justicia Constitucional". Autor: Ricardo Sanín Restrepo.
17. "Parte General del Código Europeo de los Contratos". Traductor: Gabriel García Cantero.
18. "Juicio al Toro del Fucha (Juicio a don Antonio Nariño)". Autor: Héctor Enrique Quiroga.
19. "Pasado y Presente del Derecho del Mar". Autor: Nicolás Salom Franco.
20. "Mil Juristas". Autor: Hernán Alejandro Olano García.

Actualmente la Corporación está presidida por el académico Rafael Bravo Arteaga,  Doctor en Jurisprudencia del Colegio Mayor de Nuestra Señora del Rosario, profesor emérito desde 1996 y profesor honorario desde 2005 de la Facultad de Jurisprudencia de la Universidad del Rosario. Ha sido Director de Impuestos Nacionales (1960 a 1963), Presidente del Instituto Colombiano de Derecho Tributario (1965, 1972, 1984, 1995 y 2013), Gerente de Impuestos de Arthur Andersen & Co. (1963 a 1967), Consiliario del Colegio Mayor de Nuestra Señora del Rosario (1965 a 1968 y 1979 a 1986), Conjuez del Consejo de Estado (2006 a 2013), Miembro de la Academia Colombiana de Jurisprudencia y Presidente de la misma (1983 a 1987, 2002 y 2003), Miembro honorario y medalla al mérito “Camilo Torres Tenorio” (2013) del Colegio de Abogados Rosaristas. Su primer vicepresidente es el jurista Saul Sotomonte Sotomonte, abogado de la Universidad Externado de Colombia y Doctor en Derecho de la Universidad de París con Diploma en Administración Económica y Financiera del Instituto de Administraciones Públicas de París. Certificado de la Academia de Derecho Internacional de La Haya. Diploma del Instituto Brasileño de Mercado de Capitales de Río de Janeiro.
Se ha desempeñado como secretario de la Comisión Revisora del Código de Comercio, presidente de la Comisión Redactora del nuevo régimen concursal, Conjuez AD-HOC de la Corte Constitucional y del Consejo de Estado. Ha sido Presidente del Colegio de Abogados Comercialistas de Bogotá y Consultor del Fondo Monetario Internacional. El segundo vicepresidente es la académica Lucy Cruz de Quiñones, experta latinoamericana más prominente en el área de Derecho Constitucional Tributario y es ampliamente distinguida por su labor como litigante y árbitro en Colombia. Ha sido Presidenta del Instituto Colombiano de Derecho Tributario en varias oportunidades, Decana de la Facultad de Derecho de la Universidad del Rosario (actualmente se encuentra en la Junta de la Facultad de Derecho), Así mismo, es Conjuez del Consejo de Estado y ha sido Conjuez de la Corte Constitucional. ha construido su reputación como una de las Académicas líderes en Derecho Tributario de la Región. Ha sido profesora en asuntos de impuestos constitucionales y corporativos, invitada a capacitar a los jueces de la Corte Suprema de México en asuntos tributarios y es una oradora frecuente en el circuito internacional ILADT.

## Presidentes de la Academia
- Nicolás Esguerra (1894 - 1898)
- Edmond Champeau (1899)
- Diego Mendoza (1900 - 1901)
- Antonio José Uribe (1902)
- Adolfo León Gómez (1903)
- Antonio José Iregui (1904)
- Eduardo Posada (1905)
- Adolfo León Gómez (1906)
- Miguel S. Uribe Holguín (1907 - 1908)
- Eduardo Rodríguez Piñeres (1909)
- Manuel María Fajardo (1910)
- Rafael Uribe Uribe (1911)
- Vicente Olarte Camacho (1912)
- José María Quijano Wallis (1913)
- Manuel María Fajardo (1914)
- Juan B. Quintero (1915)
- Pedro María Carreño (1916)
- Simón Araújo (1917)
- Arturo Pardo Morales (1918)
- Lucas Caballero (1919)
- Francisco Montaña (1920)
- Arturo Quijano (1921)
- Eduardo Rodríguez Piñeres (1922)
- Juan C. Trujillo Arroyo (1923)
- Diego Mendoza (1924 - 1926)
- Ricardo Hinestrosa Daza (1927 - 1928)
- Luis Felipe Latorre U. (1929)
- Juan B. Quintero (1930 - 1932)
- Miguel Arteaga (1933 - 1934)
- Ramón Gómez Cuéllar (1935)
- Jorge Soto del Corral (1936)
- Leandro Medina (1937 - 1938)
- Pedro Alejandro Gómez Naranjo (1939 - 1944)
- Horacio Hernández (1945)
- Ramón Miranda (1946 - 1947)
- Eduardo Rodríguez Piñeres (1948 - 1952)
- Miguel Aguilera (1953)
- Luis Felipe Reyes Llaña (1954)
- Parmenio Cárdenas (1955 / 1960 - 1961 / 1967 - 1968)
- Gonzalo Gaitán (1956)
- Jesús María Yepes (1957)
- Rafael Quiñones Neira (1958)
- Mauricio Mackenzie (1959)
- Arturo Tapias Pilonieta (1962)
- Guillermo González Charry (1963 - 1964)
- Juan Benavides Patrón (1965 - 1966)
- Manuel A. Dangond Daza (1969 - 1970)
- Juan Uribe Durán (1971 - 1972)
- Rafael Gómez Hoyos (1972 - 1975)
- Hernando Morales Molina (1976 - 1994)
- Jorge Vélez García (1995 - 2003)
- Marco Gerardo Monroy Cabra (2004 . 2014)
- Cesáreo Rocha Ochoa (2015 - 2017)
- Fernando Sarmiento Cifuentes 2018 - 2019)
- Augusto Trujillo  Muñoz (2020 - 2023)
- Juan Rafael Bravo Arteaga (2024)